# Virsaitis (A53)
Virsaitis (A53) (Вирса́йтис) — латышский корабль управления и поддержки норвежской постройки, флагман ВМС Латвии. Состоял на вооружении ВМС Норвегии в качестве минного заградителя, ныне в составе ВМС Латвии. Название в переводе с латышского языка означает — «вождь». Второй корабль в ВМС Латвии с таким названием. Первым был тральщик типа Minensuchboot 1916 немецкой постройки — первый военный корабль и флагман Латвийского флота.

## История строительства и службы
«Вале» был построен верфью Mjellem & Karlsen в Бергене в 1977 году. Киль корабля был заложен в феврале 1975 года. Спущен на воду 5 августа 1977 года и введён в строй 10 февраля 1978 года. Назван в честь сына бога Одина Вали (бог мщения) из скандинавской мифологии. Кроме основной функции минного заградителя также предназначался для выполнения различных вспомогательных функций в мирное время.
В период с 1978 по 2003 год служил в своём основном качестве. После поражения советского блока в Холодной войне политическая ситуация в мире изменилась и, несколько устаревшие, корабли в начале XXI века оказались не нужны Норвегии.
В 2003 году передан в дар Латвии. В том же году введён в состав национальных ВМС и получил название «Вирсайтис». Сохранив функциональность в качестве минного заградителя, латыши используют его в качестве корабля управления и обеспечения. Боевое крещение получил в 2004 году отправившись с группой водолазов на борту на поиски латвийского рыболовецкого судна «Астра».
В 2022 году в составе 1-й противоминной группы НАТО — SNMCMG1 (куда входили также голландский «Схидам», бельгийский «Примула», норвежский «Хиннёйа», немецкий «Бад-Бевензен»), находящейся на постоянном боевом дежурстве, производило поиск морских мин времён Первой и Второй мировых войн в территориальных водах и исключительной экономической зоне стран Балтии.
В составе проекта BALTRON участвует в операциях в Балтийском море. В 2023 году кроме «Вирсайтиса» в учениях приняли участие корабли «Варонис» и «Виесите» ВМС Латвии и «Йотвингис», «Скалвис» и «Дзукас» ВМС Литвы.
Однотипный «Вале» «Видар» был продан Латвии в 2006 году, где получил название «Йотвингис». В отличие от литовского судна, «Вирсайтис» изначально был вооружён только одним 40-мм артиллерийским орудием.